# Lola & Angiolina Project
Lola & Angiolina Project è un EP di Loredana Bertè e di Ivana Spagna pubblicato nel 2009.
Pubblicato su etichetta Edel, l'EP vede le due artiste nuovamente insieme dopo il grande successo riscosso in occasione della loro interpretazione in coppia di Musica e parole al Festival di Sanremo 2008 e il relativo cd singolo uscito nel giugno di quell'anno.

## Brani
Per il lancio dell'EP è stato scelto come singolo il brano Comunque vada, scritto da Loredana Bertè e cantato da Spagna, con interventi finali della Bertè stessa e di Aida Cooper. La canzone ottiene una discreta visibilità in televisione, con passaggi promozionali importanti a Quelli che il calcio, dove viene presentata in anteprima, Scalo 76 e Domenica In.
Spagna è presente nel disco anche con un altro pezzo scritto da Loredana, I Love You, e con un brano scritto da lei stessa, la ballata rock Father. Loredana Bertè ha scelto invece di inserire nell'EP la versione da solista di Musica e parole e due provini di cui era in possesso, Enrico 40 e Bella donna: quest'ultima, presumibilmente registrata durante il periodo della cantante alla B&G, non è che una versione in lingua italiana del brano che sarebbe stato inciso in lingua spagnola da Spagna, con il titolo Baila, per il suo album Woman del 2002.

## Successi di vendita e riconoscimenti
A causa di un errore o di una scelta poco oculata, l'album viene inizialmente pubblicato, e risulta in catalogo, come Lola & Angiolina Project di Lola & Angiolina, senza alcun riferimento esplicito al fatto che si tratti di un disco delle due famose cantanti. L'album riesce comunque a fare il suo ingresso in classifica alla posizione #26, segnando tra l'altro il primo rientro di Spagna in top 50 da quando aveva iniziato a incidere per etichette indipendenti dopo la chiusura del contratto con la Sony Music.
Nell'estate l'album vince il Premio Lunezia nella categoria "Poesia Rock 2009".

## Tracce
1. Comunque vada (Bertè) - 3:33 - (cantano: Spagna, Loredana Bertè, Aida Cooper)
2. Enrico 40 (Bertè) - 3:46 - (canta: Loredana Bertè)
3. I Love You (Bertè) - 3:06 - (canta: Spagna)
4. Father (C.Pignataro, Spagna) - 4:06 (canta: Spagna)
5. Musica e parole (Bertè, Radius, Avogadro) - 4:04 (canta Loredana Bertè; versione con rap finale)
6. Bella donna (Bertè, C.Tortora) - 4:14 (canta: Loredana Bertè)